# Saprosites haafi
Saprosites haafi är en skalbaggsart som beskrevs av Rudolph Petrovitz 1956. Saprosites haafi ingår i släktet Saprosites och familjen Aphodiidae. Inga underarter finns listade i Catalogue of Life.